# Albert Jakopič
Albert Jakopič – Kajtimir, slovenski pravnik, politik, partizan, prvoborec, politični komisar, narodni heroj, * 24. november 1914, Ljubljana, † 10. oktober 1996, Ljubljana

## Življenjepis
Študiral je pravo na PF v Ljubljani in leta 1938 opravil šolo za rezervne častnike v Mariboru. Po koncu aprilske vojne je postal aktivist OF, dokler ni marca 1942 vstopil v NOB. Postal je poveljnik Južnoprimorskega odreda, 10. aprila 1943 pa poveljnik Gregorčičeve brigade. Nato je postal poveljnik 30. divizije, marca 1944 pa načelnik štaba 9. korpusa; na tej dolžnosti je ostal do konca vojni.
Po vojni je bil organizacijski sekretar IO OF Slovenije, pomočnik ministra za trgovino, od 1954 sekretar okrajnega komiteja ZKS v Kopru (po priključitvi cone B Svobodnega tržaškega ozemlja Sloveniji); bil je član CK ZKS (1948–1968, od 1959 tudi njegovega IK), član CK ZKJ (1958–1969), predsednik GO SZDL Slovenije (1962–1963), organizacijski sekretar CK ZKS (1963-65) in predsednik predsedstva CK ZKS 1966–1968 (1967–69 tudi član Predsedstva CK ZKJ). Leta 1968 je postal politični komisar Glavnega štaba za splošni ljudski odpor Socialistične republike Slovenije, predhodnice TO RS. Skupaj s komandantom Stjenko sta hotela modernizirati teritorialno obrambo, a sta bila zaradi političnih spletk novembra 1973 odstavljena s položaja.

## Napredovanja
- rezervni polkovnik JLA

## Odlikovanja
- red narodnega heroja (6. julij 1945)
- red partizanske zvezde I. stopnje
- red republike z zlatim vencem
- red bratstva in enotnosti I. stopnje
- red partizanske zvezde II. stopnje
- red zaslug za ljudstvo II. stopnje
- red za vojaške zasluge II. stopnje
- red za hrabrost
- red ljudske armade z lovorovim vencem
- partizanski križ (Poljska, 2x)
- red Tudor Vladimirescu I. stopnje (Romunija)
- partizanska spomenica 1941